# Silba chalkei
Silba chalkei är en tvåvingeart som beskrevs av Mcalpine 1956. Silba chalkei ingår i släktet Silba och familjen stjärtflugor. Inga underarter finns listade i Catalogue of Life.